# Pedro Barroso (ator)
Pedro Barroso (15 de março de 1986) é um ator português.

## Biografia
Pedro Barroso ficou mais conhecido como ator na 5ª temporada de Morangos com Açúcar, telenovela juvenil da TVI, com o papel de Mário. Em Morangos com Açúcar, fez par romântico com a atriz Inês Aleluia (Aurora), permanecendo até à 6ª temporada. Antes disso, tinha participado na série P.I.C.A, da RTP2, onde também Ângelo Rodrigues, que, tal como Pedro Barroso, participou na 5ª série de Morangos com Açúcar. 
As portas abriram-se para o jovem e Pedro acabou por entrar uma minissérie na TVI onde interpretou o papel de Miguel em Destino Imortal,um vampiro porque foi fruto duma relação com um vampiro e uma humana. Miguel (Pedro Barroso) e a vampira Sofia (Catarina Wallenstein) protagonizaram esta aposta da estação independente. Pedro de seguida entrou na novela "Meu Amor" - TVI que venceu um emmy - o primeiro conquistado em Portugal - e onde interpretou Jorge, um rapaz revoltado e onde mostrou toda a sua versatilidade, provando assim que conseguia fazer as mais diversas personagens que surgissem. O jovem, tornou-se então presença assídua na ficção do canal que tem apostado muito no promissor actor. Nuno na novela da TVI "Sedução" foi um dos mais recentes projectos onde encarnou um rapaz pacato apaixonado por Vitória (Margarida Vila Nova), mas que devido a alguns percalços vai parar aos braços de Rita (Sofia Ribeiro). Um dos seus últimos trabalhos foi  como Miguel em Doce Tentação, onde interpretava um vilão que se apaixona por Esperança (Mariana Monteiro) e a tenta conquistar, contudo, em vão. Neste momento Pedro entra na nova aposta da TVI, Mundo ao contrário, onde interpreta um traficante de droga e viciado em mulheres, César. Na área do cinema, já participou em «Sonhos Pop» e «E Amanhã», sendo este último um filme independente e com um verdadeiro elenco de luxo que mais recentemente se submeteu a diversos concursos portugueses e não só com o objectivo de promover o mesmo.
Em 2013, Pedro entra na telenovela da TVI, Perfeito ou Imperfeito como Miguel Vargas Mota, onde é disputado por duas mulheres que são a Belinda que é interpretada por Kelly McCartney e por Catarina, também onde é um homem muito mulherengo, divertido, egoísta, egocêntrico mas de bom coração.
Em 2020, o ator mudou-se para a estação televisiva SIC, onde desempenhou o papel de antagonista da IV temporada da série Golpe de Sorte.
Em 2023, depois de quatro anos afastado da estação o ator regressa à ficção da TVI.

## Filmografia
| Ano         | Projeto                            | Papel                  | Notas                              | Canal |
| ----------- | ---------------------------------- | ---------------------- | ---------------------------------- | ----- |
| 2006        | Fala-me de Amor                    | David                  | Elenco Principal                   | TVI   |
| 2007        | P.I.C.A.                           | Pedro                  | Cinema                             | RTP2  |
| 2008        | Morangos com Açúcar                | Mário Moreira          | Co-Protagonista                    | TVI   |
| 2009        | Um Lugar para Viver                | Manuel                 | Elenco Principal                   | RTP1  |
| 2010        | Ele É Ela                          | Ladrão                 | Participação Especial              | TVI   |
| 2010        | Destino Imortal                    | Miguel Nabuco          | Protagonista                       | TVI   |
| 2009 - 2010 | Meu Amor                           | Jorge Vargas           | Elenco Principal                   | TVI   |
| 2010 - 2011 | Sedução                            | Nuno Baptista          | Elenco Principal                   | TVI   |
| 2012 - 2013 | Doce Tentação                      | Miguel Vieira da Silva | Antagonista                        | TVI   |
| 2013        | Mundo ao Contrário                 | César Pina             | Antagonista                        | TVI   |
| 2013        | Dança com as Estrelas (1.ª edição) | Ele Próprio            | Concorrente                        | TVI   |
| 2013 - 2014 | Perfeito ou Imperfeito             | Miguel Vargas Mota     | Elenco Principal                   | TVI   |
| 2014        | Água de Mar                        | Igor Neto              | Elenco Principal                   | RTP1  |
| 2015 - 2016 | A Única Mulher                     | Rodrigo Dias           | Antagonista                        | TVI   |
| 2017        | Vidago Palace                      | César da Silva         | Antagonista                        | RTP1  |
| 2017 - 2018 | A Herdeira                         | Roni Raña              | Antagonista (T1) Protagonista (T2) | TVI   |
| 2018 - 2019 | Valor da Vida                      | Alexandre Moreira      | Co-Protagonista                    | TVI   |
| 2020        | Golpe de Sorte (4.ª temporada)     | José Castro            | Antagonista                        | SIC   |

Cinema
- 2007: Criminal (curta metragem), no papel de Killer;
- 2010: O Meu Alien, no papel de André;
- 2011: E Amanhã??, no papel de Miguel;
- 2018: Leviano, no papel de Fábio Encarnação

## Prémios
Troféus de Televisão TV 7 Dias/Impala
| Ano  | Prémio               | Resultado |
| ---- | -------------------- | --------- |
| 2021 | Séries - Melhor Ator | Venceu    |

- Pedro Barroso. no IMDb.

1. ↑  «Vencedores - Troféus Impala de Televisão 2021». Toféus Televisão. Consultado em 26 de abril de 2025. Cópia arquivada em 25 de abril de 2025